# Deutsche Gesellschaft für Psychosomatische Frauenheilkunde und Geburtshilfe
Die Deutsche Gesellschaft für Psychosomatische Frauenheilkunde und Geburtshilfe (DGPFG) ist eine wissenschaftliche Fachgesellschaft die die Förderung von Wissenschaft, Forschung, Lehre und Versorgung in ihrem Fach fördern möchte. Die DGPFG ist Mitglied der Arbeitsgemeinschaft der Wissenschaftlichen Medizinischen Fachgesellschaften (AWMF).

## Aufgaben
Die DGPFG sieht ihre Aufgaben vorrangig in der
- wissenschaftlichen Erfassung und allgemeinen Verbreitung psychosomatischer Erkenntnisse auf dem Fachgebiet,
- Durchführung wissenschaftlicher Tagungen sowie Fort- und Weiterbildungsveranstaltungen auf dem gesamten Fachgebiet.[3]

## Veranstaltungen
Die DGPFG organisiert Fort- und Weiterbildungsbildungsmaßnahmen, wissenschaftliche Symposien und Jahrestagungen, auf der die Standards der Diagnostik und Therapie von Erkrankungen des Fachgebiets, innovative Therapieansätze und aktuelle Forschungsergebnisse vorgestellt und diskutiert werden.

## Veröffentlichungen
Die Gesellschaft veröffentlicht Stellungnahmen zu Vorgehensweisen, Maßnahmen und Standards in ihrem Fachgebiet. Hierzu gehören auch medizinische Leitlinien.

## Publikationen
Die DGPFG empfiehlt auf ihrer Website Lehrbücher, Veröffentlichungen ihrer Mitglieder und die Berichtbände der DGPFG-Tagungen.

## Ehrungen und Preise
Die Gesellschaft ernennt Ehrenmitglieder und vergibt den DGPFG-Wissenschaftspreis zur Förderung der psychosomatischen Forschung auf dem Gebiet der Gynäkologie und Geburtshilfe
Zu Ehrenmitgliedern wurden ernannt:
- Lutwin Beck
- Claus Buddeberg
- Fried Conrad
- Viola Frick-Bruder
- Ulrike Hauffe
- Heribert Kentenich
- Margarethe Langen
- Arndt Ludwig
- Piet Nijs
- Ortrun Jürgensen
- Peter Petersen
- Herwig Poettgen
- Ingeborg Retzlaff
- Dietmar Richter
- Anke Rohde

## Geschichte
Die DGPFG entstand im Februar 2000 durch Zusammenschluss von zwei lange etablierten Fachgesellschaften:
- der Ostdeutschen Gesellschaft für Psychosomatische Gynäkologie und Geburtshilfe (OGPPG), ursprünglich 1979 in Magdeburg als Arbeitsgemeinschaft für Psychosomatische Gynäkologie und Geburtshilfe gegründet, und
- der (westdeutschen) Deutschen Gesellschaft für Psychosomatische Geburtshilfe und Gynäkologie (DGPGG), ursprünglich 1980 als

Deutsche Sektion für Psychosomatische Geburtshilfe und Gynäkologie der ISPOG (DSPGG) gegründet.
Die westdeutsche Vorgängerorganisation der DGPFG wurde 1993 Mitglied der AWMF.